# Couldn't Have Said It Better
Couldn't Have Said It Better è un album in studio del musicista hard rock statunitense Meat Loaf, pubblicato nel 2003.

## Tracce
1. Couldn't Have Said It Better – 7:07
2. Did I Say That? – 6:02
3. Why Isn't That Enough? – 4:07
4. Love You Out Loud – 4:10
5. Man of Steel (duetto con Pearl Aday) – 4:44
6. Intermezzo (strumentale) – 1:28
7. Testify – 4:56
8. Tear Me Down – 3:37
9. You're Right, I Was Wrong – 3:44
10. Because of You – 3:54
11. Do It! – 2:36
12. Forever Young (Bob Dylan cover) – 5:05
13. Mercury Blues (traccia nascosta) – 3:48